# Аул Динмухамеда Кунаева
Динмухамеда Кунаева (каз. Дінмұхамед Қонаев, до 2000 г. — Ленинское) — аул в Шуском районе Жамбылской области Казахстана. Административный центр и единственный населённый пункт сельского округа Динмухамеда. Находится примерно в 11 км к северо-востоку от города Шу. Код КАТО — 316647100.

## Население
В 1999 году население аула составляло 5630 человек (2823 мужчины и 2807 женщин). По данным переписи 2009 года, в ауле проживал 5371 человек (2697 мужчин и 2674 женщины).